# Hemiphractus helioi
Hemiphractus helioi és una espècie de granota que es troba a Colòmbia, Equador i el Perú.